# NGC 7351
NGC 7351 (другие обозначения — PGC 69489, MCG -1-57-22) — карликовая линзообразная галактика (S0) в созвездии Водолея.
Этот объект входит в число перечисленных в оригинальной редакции «Нового общего каталога».
Галактика проявляет малую светимость и низкую дисперсию скоростей звёзд и в центре, и в диске. Скорость вращения также мала. Металличность звёзд ниже солнечной в 2,5 раза в центре, в 4 раза — в диске. Возраст звёзд монотонно растет от 1,5 млрд лет в ядре до 5…8 млрд лет в диске. В центре газ вращается вместе со звёздами и возбуждается происходящим там звездообразованием. Вне центральной области газ выходит из плоскости диска галактики, и его кинематика значительно расходится со звёздной кинематикой. Аккреция внешнего газа на галактику, видимо, происходила с сильно наклонённой орбиты, благодаря чему стационарные условия для звездообразования и омоложения звёздного населения возникли лишь в центре галактики, где газ подвергся релаксации, скопился, уплотнился и перешёл в плоскость галактики.